# ФК Маџари Солидарност
ФК Маџари Солидарност је фудбалски клуб из Скопља који се трентно такмичи у Другој лиги Македоније. Основан је 1992 фузијом клубова ФК Маџари и ФК Солидарност.
Клуб се две сезоне такмичио у Првој лиги Македоније:Првој лиги Македоније, 2003/04 и 2004/05.